# Brzeźno Lęborskie
Brzeźno Lęborskie is een plaats in het Poolse district  Wejherowski, woiwodschap Pommeren. De plaats maakt deel uit van de gemeente Łęczyce en telt 776 inwoners.